# San Nicolás
San Nicolás é uma comuna da província de Ñuble, localizada na Região de Biobío, Chile. Possui uma área de 490,5 km² e uma população de 9.741 habitantes (2002).